# Томаров, Сергей Александрович
Серге́й Алекса́ндрович Томаро́в (род. 25 мая 1982, Мелеуз, Башкирская АССР, Башкирская АССР, СССР) — российский футболист, игрок в мини-футбол, тренер.

## Биография
Родился в башкирском городе Мелеуз. Начал заниматься футболом в родном городе, первым тренером был Виктор Филиппович Нуйкин. С 1999 по 2004 годы учился в Уфимском государственном авиационном техническом университете на инженера по специальности «Защита в чрезвычайных ситуациях». Играл в составе сборной университета по мини-футболу. Выступал на любительском уровне за местные футбольные клубы «Строитель» (Уфа), «Белоречье» (Кушнаренково), «Химик» (Мелеуз), «Нефтемаш» (Ишимбай), «Мираж» (Благовещенск), «Колос» (Давлеканово). В сезоне 2004 года сыграл несколько матчей за уфимский «Нефтяник» во Втором дивизионе. Выступал за мини-футбольные клубы: в сезоне 2004/2005 годов — за МФК «БНЗС-Педуниверситет» в Первой лиге, с 2006 по 2009 годы — в Высшей лиге и Суперлиге за МФК «Динамо-Тималь», президентом которого был будущий генеральный директор ФК «Уфа» Шамиль Газизов. Также в сезоне 2008/09 годов провёл несколько матчей в Высшей лиге за фарм-клуб — МФК БГПУ.
После расформирования МФК «Динамо-Тималь» в 2009 году устроился на работу в Уфимский государственный авиационный технический университет преподавателем физической культуры, тренировал сборную университета по мини-футболу. В 2011 году в Национальном государственном университете физической культуры, спорта и здоровья имени П. Ф. Лесгафта защитил диссертацию на соискание учёной степени кандидата педагогических наук на тему «Эффективность различных вариантов организации и содержания учебных занятий по физическому воспитанию студентов (на примере мини-футбола)». В 2014 году получил диплом бакалавра экономики. На 2019 год являлся профессором на кафедре физического воспитания УГАТУ.
В тренерский штаб «Уфы» вошёл в декабре 2010 года. В мае 2016 года после отставки Евгения Перевертайло выводил команду на поле в качестве исполняющего обязанности главного тренера. Под его руководством в последнем туре «Уфа» обыграла «Спартак» со счётом 3:1. Эта победа позволила избежать стыковых матчей. В июне 2018 года был утверждён главным тренером клуба. 7 ноября 2018 подал в отставку.
В декабре 2018 года возглавил аналитический отдел клуба «Уфа». В январе 2019 года был назначен старшим тренером школы ФК «Уфа». В апреле 2019 года вернулся в тренерский штаб «Уфы». 23 августа 2019 года покинул пост старшего тренера, сохранив место в тренерском штабе. С 15 июня 2022 года — исполняющий обязанности главного тренера «Уфы», за день до стартового матча сезона-2022/23 был утверждён главным тренером. 17 августа 2022 года клуб объявил об отставке тренера, Томаров вернулся в академию.
1 мая 2023 года вошёл в тренерский штаб Вадима Евсеева, возглавившего воронежский «Факел». С сентября 2023 года по апрель 2024 года — ассистент Евсеева в «Кубани». 11 июня 2024 года вошёл в тренерский штаб Евгения Аверьянова в «Урале». В январе 2025 года стал главным тренером «Урала». 2 июля 2025 года стал ассистентом Хасанби Биджиева в махачкалинском «Динамо».